# Toeloen
Toeloen (Russisch: Тулун) is een stad in het zuidwesten van de Russische oblast Irkoetsk, gelegen aan de rivier de Ieja (stroomgebied van de Angara) op 390 kilometer ten noordwesten van Irkoetsk. De stad vormt een knooppunt van autowegen en in de stad liggen de treinstations Toeloen en Njoera en de luchthaven Toeloen. Het is het bestuurlijk centrum van het gelijknamige gemeentelijke district. De stad telde 51.848 inwoners bij de volkstelling van 2002 met daarnaast 29.495 inwoners in het gemeentelijke district, verspreid over 92 plaatsen.

## Geschiedenis

### Vroege geschiedenis
De plaats waar het huidige Toeloen gelegen is wordt waarschijnlijk al sinds vroege tijden bewoond, hetgeen blijkt uit gevonden plantresten, stenen gebruiksvoorwerpen en resten van afval.
Mogelijk in de middeleeuwen werd de plaats bewoond door een groep nomadische Boerjaten.
De plaats is bekend sinds de eerste helft van de 18e eeuw, toen het een dorp vormde in de vallei van de Ija. De naam Toeloen is ofwel van Boerjatische oorsprong (betekenis "leren zak") of afkomstig van het Jakoetische woord 'tolon' (betekenis: "vallei").

### 18e eeuw: Boerjatische plaats aan de Moskouse Trakt
De eerste beschrijving van Toeloen dateert van de Duitse geograaf Johann Georg Gmelin, die de plaats in 1735 bezocht in het kader van de Tweede Kamtsjatka-expeditie. Hij schreef dat er toen ongeveer tien huizen stonden. De plaats stond van 1730 tot 1743 onder het bestuur van de oejezd van Ilimsk (een ostrog aan de Ilim, waarvan de plaats nu niet meer bestaat). In 1745 woonden er 297 mannen (aantal vrouwen niet bekend). In 1762 bereikte de Moskovische Trakt de plaats en Toeloen kreeg een poststation aan deze wegverbinding. In de jaren daarop stroomden de immigranten over deze weg de plaats binnen. De trakt werd tussen 1762 en 1774 sterk uitgebreid. In die tijd werden veel reisonderkomens gebouwd voor reizigers op de rechteroever van de Ieja (die tot de 'jaren 70 van de 20e eeuw bekendstond als 'Perevoz'; "praam") en ontstonden de nieuwe plaatsen Trakto-Koerzan, Sjeragoel en Traktovoje rond Toeloen.

### 19e en begin 20e eeuw: nieuwe verbindingen en groei tot handelscentrum
In de 19e eeuw werden achtereenvolgens de Bratskse Trakt en een spoorlijn aangelegd, waarna er opnieuw een enorme groei van de bevolking en de handel volgde.
In de tweede helft van de 19e eeuw groeide de plaats uit tot een bloeiend handelsdorp met ongeveer 7.000 inwoners en met het bestuur over een volost (district). In 1897 arriveerde de eerste trein van de Trans-Siberische spoorlijn in de plaats. Daarop volgde de ontwikkeling van de industrie in de plaats. Bij het treinstation Njoera op 8 kilometer van Toeloen werd de steenkoolwinning in gang gezet, die echter tot 1917 weinig ontwikkeling kende (nauwelijks 50.000 ton per jaar) door het gebrek aan lokale vraag en externe markten. Daarnaast waren er in de plaats baksteenfabrieken, zaagmolens, een door stoom aangedreven korenmolen, schoenmakerijen en naaiateliers. Aan het begin van de 20e eeuw werd een wijnkelder en stokerij geopend en op 12 kilometer van de plaats, bij het dorpje Innokentevski werd een wodkastokerij geopend. Het onderwijsniveau lag (volgens verklaringen verkregen door oral history) in die tijd hoger in de plaats dan in de omliggende plaatsen. Er waren verschillende onderwijsinstellingen, waaronder parochiescholen en privé-scholen en een school waar opleidingen voor het werk in de bosbouw werden gegeven. Aan het begin van de 20e eeuw had de plaats ongeveer 10.000 inwoners, vooral Russen, Joden, Oekraïners, Roma, Polen en inwoners uit de Kaukasus. Aangezien het dorp echter bestond uit houten huizen, was het ook gevoelig voor branden. De branden van 1906 en 1921 legden vrijwel het hele centrum van het dorp in de as.
Bij het aanbreken van de Russische Revolutie was Toeloen een volost van het district (oejezd) Nizjneoedinski van het gouvernement Irkoetsk, waarvan de inwoners vooral actief waren in de landbouw, met name in de nieuwe dorpen rondom Toeloen. In de jaren ervoor ontstonden veel grote boerderijen en in 1907 werd ook een proefstation (veredelingsbedrijf) voor de landbouw opgericht, dat tot op heden in gebruik is. Van 1913 tot 1925 bestond in Toeloen een centrum voor de studie van Siberië en de verbetering van de leefomstandigheden aldaar, dat onder andere de beschikking had over een bibliotheek en een museum, die vervolgens door brand werden verwoest.

### Russische Burgeroorlog
In januari 1918 arriveerden de Sovjets in de plaats, maar werden in juli alweer verdreven door het muitende Tsjechisch Legioen. Generaal Koltsjak en de Voorlopige Regering van autonoom Siberië konden echter niet voorkomen dat een grote partizanenbeweging ontstond in de regio rond Toeloen. De partizanenbeweging werd later hernoemd naar het eerste vrijwillige Sovjet-cavallerie-esquadron van Toeloen (1-й Советский Тулунский кавалерийский добровольческий полк). Begin 1920 werd de plaats daarop alsnog veroverd door het 5e Rode Leger.

### Sovjettijd: Ontstaan als stad en industrieel centrum
In 1922 kreeg Toeloen de status van stad als bestuurlijk centrum van het district Nizjneoedinski, maar in 1924 werd haar deze status weer ontnomen na grote protesten onder de bevolking over de bijbehorende hogere belastingen. In 1926 werd Toeloen echter benoemd tot bestuurlijk centrum van het nieuwe district Toeloenski (toen nog okroeg Toeloenski) en een jaar later in 1927 kreeg Toeloen alsnog de status van stad. Van 1926 tot 1930 stond Toeloen onder jurisdictie van de kraj Siberië, van 1930 tot 1934 onder jurisdictie van de kraj Oost-Siberië, van 1934 tot 1937 onder jurisdictie van de oblast Oost-Siberië en vanaf 1937 onder jurisdictie van de oblast Irkoetsk.
In de Sovjettijd werd Toeloen uitgebreid met een luchthaven, hydrolysefabriek, autoreparatiefabriek, elektromechanische fabriek, wodkafabriek, boterfabriek, bosbouwfabriek, confectiefabriek, lerareninstituut, middelbare geneeskundeschool, muziekschool, middelbare staatsberoepenschool (СГПТУ), sovchoz-industrieschool, pionierhuis, vijf bars, een cultuurhuis, twee bioscopen en 27 bibliotheken. De steenkoolmijnbouw steeg naar 15 miljoen ton per jaar.
In 1955 werd de glasfabriek van Taltsy overgeplaatst naar Toeloen, toen de locatie van Taltsy onder water kwam te liggen als gevolg van de aanleg van het Stuwmeer van Irkoetsk.

### Huidige situatie
Door het uiteenvallen van de Sovjet-Unie, de vaak corrupte privatiseringen en de economische en financiële crises van de jaren 90 daalde de industriële productie echter sterk. Veel bedrijven gingen failliet of stonden op het rand van een faillissement en veel lonen werden of veel te laat of helemaal niet uitbetaald. Aan het einde van de jaren 90 begon de economische situatie echter wat te stabiliseren en krabbelde de industriële productie een beetje op.

## Economie
De belangrijkste economische activiteiten in de stad zijn de glasfabriek, hydrolysefabriek, de steenkoolmijnbouw (secties Azejski en Toeloenski) en de export van hout. Daarnaast bevinden zich fabrieken voor de productie van constructiematerialen en de eerder genoemde gestichte fabrieken uit de Sovjettijd.

## Demografie
| 1926  | 1939   | 1959   | 1970   | 1979   | 1989   | 2002   |
| ----- | ------ | ------ | ------ | ------ | ------ | ------ |
| 6.000 | 28.000 | 41.800 | 49.400 | 51.800 | 52.903 | 51.848 |